# Pierre Ordinaire
Pierre Ordinaire, né à Quingey le 11 septembre 1741 et mort le 1er août 1821 à Couvet, est un médecin et un pharmacien français qui prend la nationalité suisse en 1786. Il passe pour être l'inventeur d'un élixir d'absinthe à l'origine de l'utilisation de la plante comme apéritif en Europe. Cependant, certaines sources considèrent qu' Henriette Henriot inventa la recette avant lui.